# Liste der Kulturdenkmale in Ostrau (Grimma)
In der Liste der Kulturdenkmale in Ostrau sind die Kulturdenkmale des Grimmaer Ortsteils Ostrau verzeichnet, die bis August 2024 vom Landesamt für Denkmalpflege Sachsen erfasst wurden (ohne archäologische Kulturdenkmale). Die Anmerkungen sind zu beachten.
Diese Aufzählung ist eine Teilmenge der Liste der Kulturdenkmale in Grimma.

## Ostrau
| Bild                                    | Bezeichnung | Lage                                        | Datierung                                                                                      | Beschreibung | ID       |
| --------------------------------------- | --- | ------------------------------------------- | ---------------------------------------------------------------------------------------------- | --- | -------- |
| Direkt Bild zu diesem Denkmal hochladen | Wohnhaus (Zur Ponicke 2), Scheune, Seitengebäude (Zur Ponicke 4), weiteres Seitengebäude und Toreinfahrt eines Vierseithofes, dazu Werkstattgebäude (Staupitzstraße 4) mit Lagerhalle, weitere Toreinfahrt und Handschwengelpumpe | Staupitzstraße 4 (Zur Ponicke 2, 4) (Karte) | Bezeichnet mit 1798 (Scheune); bezeichnet mit 1854 (Wohnhaus); bezeichnet mit 1909 (Werkstatt) | Wohnhaus stattlicher Putzbau mit Zwillingsfenster im Giebel, als ehemalige Schmiede (später Landmaschinenbau) und Holzwerkstatt von ortsgeschichtlicher und bauhistorischer Bedeutung. - Wohnhaus, bezeichnet mit 1854 (Türbogen): zweigeschossig, massiv, verputzt, Satteldach (Biberschwanzdeckung, erneuert), ehemaliges Backhaus, Putzgliederung, Gesimsbank, Ecklisenen, Fensterfaschen, hofseitig Rundbogenportal (vermauert), bezeichnet mit „ICH“ „1854“ mit Schlussstein in Porphyrtuff, originale Eingangstür (Gründerzeit) und gerade profilierte Überdachung, im Dach Schleppgauben und mittlere Gaube mit konkav abgeknicktem Pyramidendach und Knauf, hofseitig Satteldachgaube mit Pilastergliederung - Werkstatt, bezeichnet mit 1909 (Inschrifttafel): zweigeschossig, massiv, verputzt, flaches Satteldach, niedriger Anbau mit Holztor, Satteldach mit profiliertem Sparrenköpfen, Zwerchhaus mit Satteldach und großer Ladeluke - anschließende Lagerhalle: eingeschossiger Ständerbau mit Kopfstreben, Satteldach, Biberschwanzdeckung - Scheune, bezeichnet mit 1798 (Schlussstein): eingeschossig, massiv, Satteldach, Biberschwanzdeckung, Holztraufe, Satteldachgaube mit Beschlagwerk, Giebel verbrettert, Eingang mit Schlussstein, bezeichnet mit „1798“ und „G.L.H“ aus Porphyrtuff, großes Holztor mit aufgesetzten rundbogigen Leisten - Handschwengelpumpe aus Holz, kräftiger Brunnen aus Sandstein - Nebengebäude: zweigeschossig, massiv, verputzt, Satteldach, im Giebel Rundbogenfenster, originale Eingangstür, Gaube mit Pyramidendach und originalen Fenstern - Einfriedung: zwei Eisentore mit Ziergitter, zum Teil Einfriedungspfeiler, massiv, verputzt, mit abgetreppter Ziegelsteinbekrönung | 08974806 |
| Direkt Bild zu diesem Denkmal hochladen | Zwei Seitengebäude (eines mit Kumthalle) und Scheune eines Vierseithofes | Staupitzstraße 8 (Karte)                    | Ehemals bezeichnet mit 1736 (Auszugshaus); bezeichnet mit 1789 (Scheune)                       | Seitengebäude (Stallgebäude mit Auszug, altes Wohnhaus) mit Fachwerk-Obergeschoss, zweites Seitengebäude Putzbau mit seltener dreibogiger Kumthalle, Scheune massiv, als einer der ältesten Höfe des Ortes von bauhistorischer Bedeutung. - Stall mit Auszug, ehemals bezeichnet mit 1736 (Schlussstein): zweigeschossig, Erdgeschoss massiv, Stallfenster erneuert, in rechter Haushälfte Obergeschoss Fachwerk, im Stall preußische Kappen, originale Fenster und Ladeluke, Satteldach, Biberschwanzdeckung, Holztraufe - Pferdestall mit Kumthalle: zweigeschossig, massiv, dreibogige Kumthalle, Sturzbögen aus Ziegelstein, Segmentbogenstalleingang, Ladeluke, Satteldach, Biberschwanzdeckung, Putzgliederung - Scheune, bezeichnet mit 1789 (Schlussstein): massiv, verputzt, unterkellert, zum Keller Segmentbogeneingang mit Schlussstein, innen bezeichnet mit „1789“, zwei Segmentbogenscheunentore aus Holz, Satteldach, profilierte Sparrenköpfe | 08974808 |
| Direkt Bild zu diesem Denkmal hochladen | Wohnstallhaus eines Dreiseithofes und Handschwengelpumpe am Haus | Staupitzstraße 11 (Karte)                   | 1. Hälfte 19. Jahrhundert                                                                      | Obergeschoss Fachwerk, Zeugnis der ländlichen Bau- und Lebensweise im 19. Jahrhundert, hölzerne Pumpe, baugeschichtlich von Bedeutung. - Wohnstallhaus: zweigeschossig, Erdgeschoss massiv, Obergeschoss Fachwerk, Satteldach, Holztraufe, Tür mit gerader profilierter Überdachung, Obergeschoss alte Fenster, profilierte Türgewände (Putz), nach hinten abgeschleppt - Handschwengelpumpe mit Knauf, aus Holz | 08974809 |
| Direkt Bild zu diesem Denkmal hochladen | Wohnhaus | Zur Ponicke 1 (Karte)                       | 1. Hälfte 19. Jahrhundert                                                                      | Straßenbildprägender Fachwerkbau des 19. Jahrhunderts, baugeschichtlich von Bedeutung. Zweigeschossig, Erdgeschoss massiv, Obergeschoss Fachwerk, Satteldach, Biberschwanzdeckung, symmetrische Gliederung der Fenster und Türen und des Fachwerks, zwei alte Türen, Stallfenster mit Holzgewände, originale Fenstergitter, Sohlbänke aus Kunststein, Holztraufe, alte Fenster, nach hinten abgeschleppt. | 08974807 |
| Direkt Bild zu diesem Denkmal hochladen | Wohnhaus (Zur Ponicke 2), Scheune, Seitengebäude (Zur Ponicke 4), weiteres Seitengebäude und Toreinfahrt eines Vierseithofes, dazu Werkstattgebäude (Staupitzstraße 4) mit Lagerhalle, weitere Toreinfahrt und Handschwengelpumpe | Zur Ponicke 2, 4 (Staupitzstraße 4) (Karte) | Bezeichnet mit 1798 (Scheune); bezeichnet mit 1854 (Wohnhaus); bezeichnet mit 1909 (Werkstatt) | Wohnhaus stattlicher Putzbau mit Zwillingsfenster im Giebel, als ehemalige Schmiede (später Landmaschinenbau) und Holzwerkstatt von ortsgeschichtlicher und bauhistorischer Bedeutung. - Wohnhaus, bezeichnet mit 1854 (Türbogen): zweigeschossig, massiv, verputzt, Satteldach (Biberschwanzdeckung, erneuert), ehemaliges Backhaus, Putzgliederung, Gesimsbank, Ecklisenen, Fensterfaschen, hofseitig Rundbogenportal (vermauert), bezeichnet mit „ICH“ „1854“ mit Schlussstein in Porphyrtuff, originale Eingangstür (Gründerzeit) und gerade profilierte Überdachung, im Dach Schleppgauben und mittlere Gaube mit konkav abgeknicktem Pyramidendach und Knauf, hofseitig Satteldachgaube mit Pilastergliederung - Werkstatt, bezeichnet mit 1909 (Inschrifttafel): zweigeschossig, massiv, verputzt, flaches Satteldach, niedriger Anbau mit Holztor, Satteldach mit profiliertem Sparrenköpfen, Zwerchhaus mit Satteldach und großer Ladeluke - anschließende Lagerhalle: eingeschossiger Ständerbau mit Kopfstreben, Satteldach, Biberschwanzdeckung - Scheune, bezeichnet mit 1798 (Schlussstein): eingeschossig, massiv, Satteldach, Biberschwanzdeckung, Holztraufe, Satteldachgaube mit Beschlagwerk, Giebel verbrettert, Eingang mit Schlussstein, bezeichnet mit „1798“ „G.L.H“ aus Porphyrtuff, großes Holztor mit aufgesetzten rundbogigen Leisten - Handschwengelpumpe aus Holz, kräftiger Brunnen aus Sandstein - Nebengebäude: zweigeschossig, massiv, verputzt, Satteldach, im Giebel Rundbogenfenster, originale Eingangstür, Gaube mit Pyramidendach und originalen Fenstern - Einfriedung: zwei Eisentore mit Ziergitter, zum Teil Einfriedungspfeiler, massiv, verputzt, mit abgetreppter Ziegelsteinbekrönung     | 08974806 |

## Tabellenlegende
- Bild: Bild des Kulturdenkmals, ggf. zusätzlich mit einem Link zu weiteren Fotos des Kulturdenkmals im Medienarchiv Wikimedia Commons. Wenn man auf das Kamerasymbol klickt, können Fotos zu Kulturdenkmalen aus dieser Liste hochgeladen werden:
- Bezeichnung: Denkmalgeschützte Objekte und ggf. Bauwerksname des Kulturdenkmals
- Lage: Straßenname und Hausnummer oder Flurstücknummer des Kulturdenkmals. Die Grundsortierung der Liste erfolgt nach dieser Adresse. Der Link (Karte) führt zu verschiedenen Kartendiensten mit der Position des Kulturdenkmals. Fehlt dieser Link, wurden die Koordinaten noch nicht eingetragen. Sind diese bekannt, können sie über ein Tool mit einer Kartenansicht einfach nachgetragen werden. In dieser Kartenansicht sind Kulturdenkmale ohne Koordinaten mit einem roten bzw. orangen Marker dargestellt und können durch Verschieben auf die richtige Position in der Karte mit Koordinaten versehen werden. Kulturdenkmale ohne Bild sind an einem blauen bzw. roten Marker erkennbar.
- Datierung: Baubeginn, Fertigstellung, Datum der Erstnennung oder grobe zeitliche Einordnung entsprechend des Eintrags in der sächsischen Denkmaldatenbank
- Beschreibung: Kurzcharakteristik des Kulturdenkmals entsprechend des Eintrags in der sächsischen Denkmaldatenbank, ggf. ergänzt durch die dort nur selten veröffentlichten Erfassungstexte oder zusätzliche Informationen
- ID: Vom Landesamt für Denkmalpflege Sachsen vergebene, das Kulturdenkmal eindeutig identifizierende Objekt-Nummer. Der Link führt zum PDF-Denkmaldokument des Landesamtes für Denkmalpflege Sachsen. Bei ehemaligen Kulturdenkmalen können die Objektnummern unbekannt sein und deshalb fehlen bzw. die Links von aus der Datenbank entfernten Objektnummern ins Leere führen. Ein ggf. vorhandenes Icon  führt zu den Angaben des Kulturdenkmals bei Wikidata.